# Operació Ladbroke
'Operació Ladbroke va ser l'aterratge britànic en planadors prop de Siracusa, la nit del 9 de juliol de 1943 com a part de la Invasió aliada de Sicília.

## Descripció
La nit del 9/10 de juliol de 1943, un grup de 135 planadors Waco, remolcats per avions Douglas Dakota, Handley Page Halifax i Albemarle britànics i americans van enlairar-se des del nord d'Àfrica per prendre part en l'Operació Ladbroke, el primer intent aliat d'aterrar planadors en massa durant la II Guerra Mundial.
El pla era desplaçar una gran força d'invasió fins a Siracusa, assegurar el pont Ponte Grande i llavors prendre el control de la ciutat, inclòs el seu port estratègicament vital, com a preludi per a la invasió a gran escala de Sicília.
El Major General G.F. Hopkinson, comandant de la 1a Divisió Aerotransportada estava totalment segur que seria un èxit total, però el seu entusiasme es demostrà sense fonaments. A la pràctica, l'operació va resultar un desastre, doncs la meitat dels planadors van caure al mar, i només 1.600 soldats de la 1a brigada, van aconseguir aterrar a prop de Siracussa amb la missió d'assegurar els accessos a la ciutat i el pont que enllaça amb l'illa d'Ortigia.
Els cossos dels caiguts a la missió reposen al Cementiri de Guerra de Siracusa.